# Champignolles (Eure)
Pour les articles homonymes, voir Champignolles.
Champignolles est une ancienne commune française située dans le département de l'Eure, en région Normandie.
Depuis le 1er janvier 2019, elle est une commune déléguée de La Vieille-Lyre.

## Géographie

### Localisation
Champignolles est un village du pays d'Ouche.

### Communes limitrophes
| Mesnil-en-Ouche (comm. dél. d'Ajou)                   | La Ferrière-sur-Risle |              |
| Mesnil-en-Ouche (comm. dél. de Bosc-Renoult-en-Ouche) | Champignolles         | Le Fidelaire |
|                                                       | La Vieille-Lyre       |              |

### Géologie et relief
La superficie de Champignolles  est de 2,62 km2 ; son altitude varie de 127  à   183 mètres.
Champignolles  est situé en bordure de la rive droite de la Risle, au pied d'un coteau très pentu (30 m de dénivelé sur 66 m de distance à proximité du bourg). Il est bordé par la forêt de Conches à l'est, et la superficie de son territoire est inférieure à celles des villages voisins excepté La Ferrière-sur-Risle (0,2 km2).

### Hydrographie
La commune est traversée par la « Risle »
, affluent de la Seine.

### Milieux naturels et biodiversité
Champignolles est entouré de champs et de prés enclos, conquis sur la forêt et posés sur des levées de pierres, portant des haies ou des rangées d'arbres qui témoignent d'une culture bocagère visant à contrer la dégradation de l'humus et l'érosion des sols lœssiques. Malgré les opérations d'aménagement foncier rural, les 262 hectares de la commune sont encore partagés en 221 parcelles dont beaucoup sont retournées à la nature, constituant un véritable « corridor biologique » favorisant la biodiversité.[réf. nécessaire]

#### Natura 2000
Elle fait partie du dispositif Natura 2000 dont l'objectif est la restauration et la préservation de sites écologiques, dits remarquables du fait des habitats et espèces qu’ils abritent.

#### ZNIEFF
Champignolles est située dans une zone de biodiversité forte où l'objectif est de valoriser les ressources patrimoniales pour sauvegarder le cadre de vie et mettre en valeur l’image du Pays. C'est pourquoi elle figure dans deux zones naturelles d'intérêt écologique, faunistique et floristique (ZNIEFF) :
- ZNIEFF de type 1 : Le vallon du moulin à tan, no 230000823[8]
- ZNIEFF de type 2 : La vallée de la Risle de Rugles à Ferrière-sur-Risle, no 230031131[9]

#### Site inscrit
- L'église, le cimetière et le lierre font l'objet d'une protection au titre du patrimoine naturel et paysager depuis le 22 avril 1932[10].  Site inscrit (1932).

## Urbanisme

### Morphologie urbaine
« La commune de Champignolles, et plus précisément le bourg central, siège administratif des lieux, se présente comme l'espace rural rêvé. Tous les paramètres de la ruralité sont réunis, la topographie du site qui protège une vaste vallée ouverte où se déroule la Risle, les coteaux encadrés de bois, de futaies et de taillis, les maisons bien rangées aux proportions vernaculaires construites en pans de bois, silex et pierre.

Ce qui frappe avant tout, c'est la préservation tranquille du site, aucune perturbation liée à la dispense ou à l'intrusion de constructions en décalage avec l'esprit du lieu. La route qui descend à flanc de coteau depuis la départementale, se déroule au travers de la forêt. Le virage brutal découvre la première maison et la perspective sur le fond du vallon.
L'organisation du front bâti se répartit de part et d'autre de cette voie sans accotement. La mairie et l'église, puis quelques maisons amorcent le tissu. De l'autre côté de la voie une succession de maisons construites à l'alignement en long pan ou en pignon. Au départ du vallon, la route bifurque en deux branches et conduit d'une part vers le fond du tableau et d'autre part remonte à flanc de coteau vers le second hameau. Entre ces deux points, l'espace a été protégé de toute construction.

Ce point précis est le lieu où le peintre posera son chevalet. Depuis le fond de vallée la vision échelonnée du village montre une composition très fine de l'espace. »

### Lieux-dits, hameaux et écarts
La Croix Saint-Gilles, la Fatinière, la Hungerie, le Manet.

## Toponymie
Le nom du village est attesté sous la forme latinisée Campenolis vers 1155,,, Champignolum en 1220.
Il s'agit d'un dérivé de Campaneola, du bas latin campania, plaine, au sens probable de « petite plaine »,.
Ce genre de formation toponymique est médiéval.
Il y a homonymie avec Campagnolles (Calvados, Campeingnolles en 1198) et Campigneulles (Pas-de-Calais, Campanioles en 1100) qui représentent des formes du nord de la ligne Joret, alors que les Champagnolles (17), Champignelles (89), Champigneulles (54), représentent les formes du nom au sud de cette ligne.

## Histoire

### Préhistoire
De nombreux mégalithes parsèment d’une façon assez régulière la campagne normande, notamment à quelques kilomètres de Champignolles : le dolmen de Rugles à Ambenay et le menhir à Neaufles-Auvergny. La découverte d'une hache de pierre « très grossièrement polie », outil emblématique des premiers défrichements témoigne d'une implantation humaine à Champignolles dès le Néolithique, l'âge de la pierre nouvelle, qui est considéré comme la période des débuts de l’agriculture. Ces traces montrent un peuplement à cette époque reculée.

### Antiquité
La romanisation de la région passe par la construction de routes et par une politique d'urbanisation. Une voie romaine, qui permettait de relier Lisieux à Dreux et dont le tracé correspondrait à l'actuelle route de La Barre-en-Ouche (D833) et à la route de Guernanville (D 45) passe à la Vieille-Lyre, à proximité de Champignolles. Dans le pays d'Ouche, à la frontière du pays d'Auge, à vingt kilomètres de Champignolles, le village de Broglie, d'origine celtique, est situé au carrefour des voies romaines, des routes du sel et du fer.

### Moyen Âge
Située sur la rive droite de la Risle, la paroisse de Champignolles a probablement été fondée durant le haut Moyen Âge, mais le lieu est occupé par l'homme depuis des temps beaucoup plus reculés.[réf. souhaitée]
Champignolles est devenue possession des seigneurs de Tosny vers le milieu du XIIe siècle, puis, à partir de 1202, de Robert Ier de Courtenay, cousin germain de Philippe Auguste.

### Époque contemporaine
Le 1er janvier 2019, la commune, alors peuplée de 39 habitants, fusionne, essentiellement pour des raisons budgétaires et fiscales, au sein de La Vieille-Lyre, qui comptait 357 habitants suivant l'arrêté préfectoral du 21 novembre 2018 et devient sa commune déléguée.

## Politique et administration

### Rattachements administratifs et électoraux
Champignolles  se trouvait depuis la Révolution française dans l'arrondissement d'Évreux du département de l'Eure. En 2017, elle en est détachée pour intégrer l'arrondissement de Bernay
Elle faisait partie depuis 1801 du canton de Rugles. Dans le cadre du redécoupage cantonal de 2014 en France, cette circonscription administrative territoriale a disparu, et le canton n'est plus qu'une circonscription électorale.
Pour les élections départementales, Champignolles faisait partie de 2014  jusqu'à la fusion de 2019 du canton de Breteuil.

### Intercommunalité
Champignolles  était membre de la communauté de communes du Canton de Rugles, un établissement public de coopération intercommunale (EPCI) à fiscalité propre créé fin 1995 et auquel la commune avait transféré un certain nombre de ses compétences, dans les conditions déterminées par le code général des collectivités territoriales.
Dans le cadre des dispositions de la loi portant nouvelle organisation territoriale de la République du 7 août 2015, qui prévoit que les établissements publics de coopération intercommunale (EPCI) à fiscalité propre doivent avoir un minimum de 15 000 habitants, cette intercommunalité a fusionné avec ses voisines pour former, le 1er janvier 2017, la communauté de communes Interco Normandie Sud Eure. Champignolles y siégeait jusqu'à la fusion de 2019, et y est désormais représentée par les élus de La Vieille-Lyre.

### Liste des maires
| Période                                  | Période       | Identité                           | Étiquette     | Qualité |
| ---------------------------------------- | ------------- | ---------------------------------- | ------------- | --- |
| Les données manquantes sont à compléter. |               |                                    |               | |
| 1792                                     |               | Jacques Bucaille                   | Premier maire | Meunier |
|                                          |               |                                    |               | |
|                                          |               | François Bucaille[réf. nécessaire] |               | Fermier |
|                                          |               |                                    |               | |
| 1936                                     | après 1943    | Louis Wenger                       |               | Nommé conseiller départemental de Rugles en 1943 par le Régime de Vichy                                                        |
|                                          |               |                                    |               | |
| 1983                                     | 2001          | Claude Poulain                     | SE            | Éleveur Vice-président de la CC du Canton de Rugles[Quand ?] Président de l’Union des maires du canton de Rugles (1989 → 2001) |
| 2001                                     | 2003          | Guy Bernard                        | SE            | |
| 2003                                     | 2008          | Jean-Michel Raynaud                | SE            | Enseignant |
| 2008                                     | décembre 2018 | Vincent Debraize,                  | DVD           | Responsable d’une agence de communication médicale à Paris                                                                     |

| Période      | Période                       | Identité           | Étiquette | Qualité                                                    |
| ------------ | ----------------------------- | ------------------ | --------- | ---------------------------------------------------------- |
| janvier 2019 | mai 2020                      | Vincent Debraize,  |           | Responsable d’une agence de communication médicale à Paris |
| mai 2020     | En cours (au 21 janvier 2025) | Jean-Louis Hermier | DVD       | Maire-adjoint de la Vieille-Lyre                           |

## Démographie
L'évolution du nombre d'habitants est connue à travers les recensements de la population effectués dans la commune depuis 1793. Pour les communes de moins de 10 000 habitants, une enquête de recensement portant sur toute la population est réalisée tous les cinq ans, les populations de référence des années intermédiaires étant quant à elles estimées par interpolation ou extrapolation. Pour la commune, le premier recensement exhaustif entrant dans le cadre du nouveau dispositif a été réalisé en 2004.

En 2016, la commune comptait 36 habitants, en évolution de −10 % par rapport à 2010 (Eure : −0,25 %, France hors Mayotte : +2,11 %).
| 1793 | 1800 | 1806 | 1821 | 1831 | 1836 | 1841 | 1846 | 1851 |
| ---- | ---- | ---- | ---- | ---- | ---- | ---- | ---- | ---- |
| 203  | 170  | 170  | 175  | 180  | 157  | 127  | 130  | 104  |

| 1856 | 1861 | 1866 | 1872 | 1876 | 1881 | 1886 | 1891 | 1896 |
| ---- | ---- | ---- | ---- | ---- | ---- | ---- | ---- | ---- |
| 110  | 113  | 109  | 82   | 70   | 63   | 71   | 66   | 53   |

| 1901 | 1906 | 1911 | 1921 | 1926 | 1931 | 1936 | 1946 | 1954 |
| ---- | ---- | ---- | ---- | ---- | ---- | ---- | ---- | ---- |
| 50   | 34   | 42   | 30   | 34   | 32   | 31   | 45   | 33   |

| 1962 | 1968 | 1975 | 1982 | 1990 | 1999 | 2004 | 2006 | 2009 |
| ---- | ---- | ---- | ---- | ---- | ---- | ---- | ---- | ---- |
| 26   | 17   | 19   | 20   | 27   | 28   | 30   | 36   | 39   |

| 2014 | 2016 | - | - | - | - | - | - | - |
| ---- | ---- | - | - | - | - | - | - | - |
| 38   | 36   | - | - | - | - | - | - | - |

En 1790, Champignolles faisait partie du canton de la Ferrière (district de Verneuil), et comptait alors 210 habitants. Par la suite, le village connait un constant dépeuplement jusqu'en 1970 où il reste moins de 20 habitants dans le village, avec quelques remontées en 1820, 1835, 1850, 1857 et 1946.[réf. souhaitée]
Champignolles a toujours eu une population restreinte, et a longtemps été la commune la moins peuplée de Normandie. En 1801, Champignolles, qui appartient désormais au canton de Rugles, ne compte plus que 175 habitants. Sous le Concordat, en 1801, elle aurait été réunie avec la Vieille-Lyre. Un procès-verbal de 1808 décrit le transfert d'une statue de Saint-Gilles de l'église de Champignolles à celle de la Vieille-Lyre en raison de cette réunion : « Ceci ne plut guère aux habitants, qui reprochaient encore à la Vieille-Lyre ce « pillage » 50 ans plus tard… ».
En 1830, elle compte 180 habitants. Entre 1790 et 1850, le village a perdu plus de 50 % de sa population, contrairement à ses voisins qui ont vu leur population augmenter, à l'exception d'Ambenay, de Bois-Normand-près-Lyre, de la Neuve-Lyre, de Saint-Antonin-de-Sommaire et de la Vieille-Lyre qui eux aussi ont perdu en population, mais dans une moindre proportion (7 à 16 %). Aux mêmes dates, le canton de Rugles a gagné 440 habitants. De son côté, le département de l'Eure a augmenté sa population, jusqu'en 1840.
Les chiffres du recensement de 1836 montrent que la part la plus importante des activités des habitants de Champignolles est tournée vers le textile (54 fileuses et 2 tisserands). Les révolutions technique et industrielle et de la conversion d'une grande partie de la Normandie à l'élevage au cours du XIXe siècle et du déclin des systèmes hydrauliques et de l'éclatement des systèmes valléens pourraient donc être la raison de cet exode.
En 1853, une nouvelle tentative de fusion est tentée par le préfet. Les habitants de Champignolles la rejettent : « Considérant enfin cette inimitié formelle qui existe entre nous et les habitants de la Vieille-Lyre depuis notre réunion […] qui a été faite malgré nous, que notre église a été entièrement pillée par ces derniers ».
Le 18 décembre 1867, le conseil général prononce la réunion avec la Ferrière-sur-Risle. Apparemment, cette réunion fut de courte durée. La commune apparaît autonome dans tous les documents ultérieurs.[réf. souhaitée]

## Culture locale et patrimoine

### Lieux et monuments

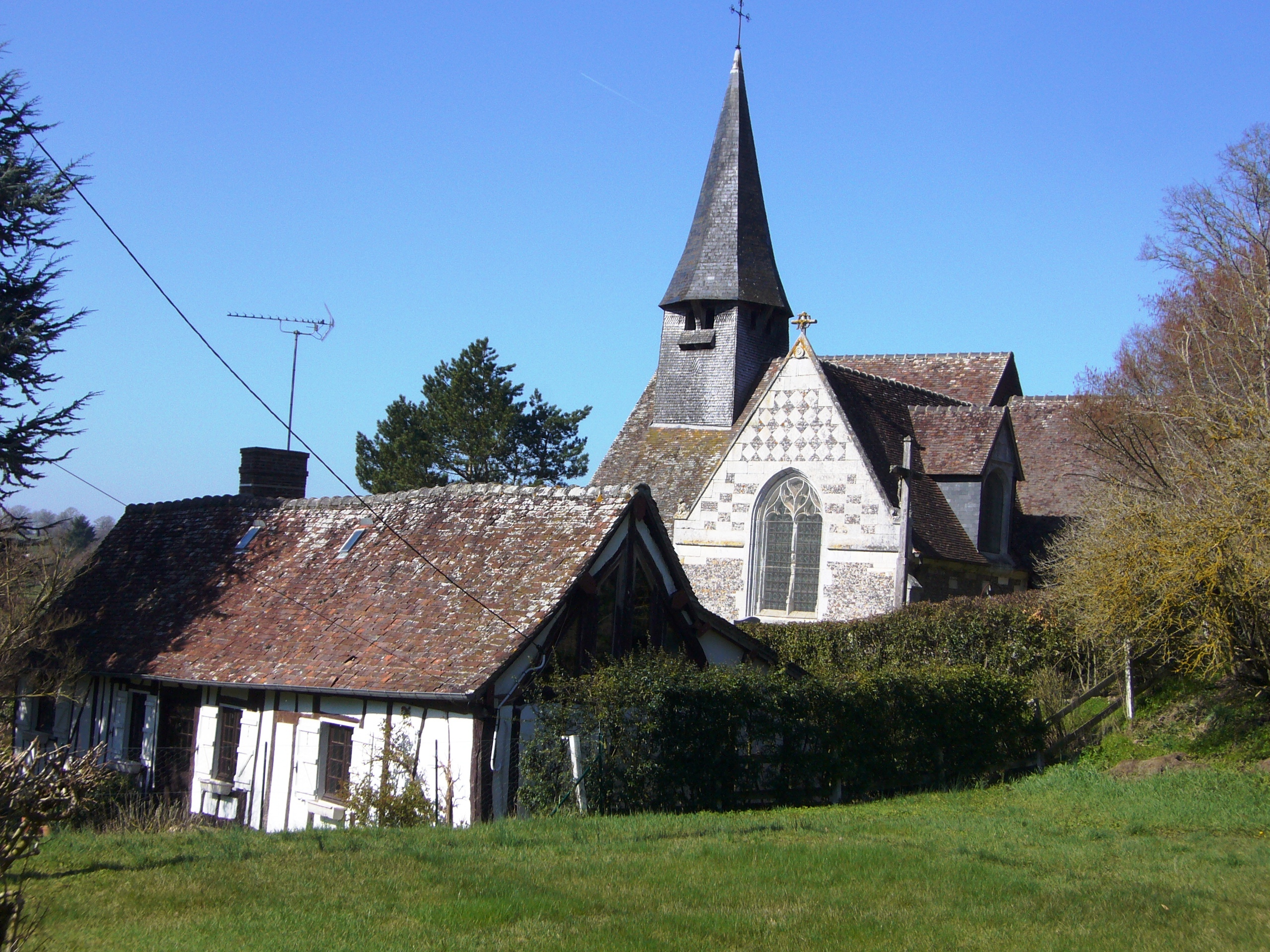
L'église Saint-Gilles–Saint-Loup.

- Église Saint-Gilles–Saint-Loup (XIIe et XVIe siècles)[37].

L'église paroissiale Saint-Gilles-Saint-Loup est représentative de l'architecture médiévale normande.
L'église se présente en terrasse, au bas de la route en pente qui plonge sur le dévers de la colline et rejoint la Risle. Des arbres entourent son cimetière clos d'un muret d'époque.
Sa construction, vraisemblablement initiée dans la première moitié du XIIe siècle, commença, pour progresser d'abord à l'est, puis au nord et au sud, par le chevet en blocage de silex et grison surmonté d'un beffroi carré et recouvert d’essentes, à flèche polygonale.
Sa charpente médiévale utilise les techniques de construction navale en carène. Cette charpente de chêne est en excellent état de conservation. Sur son piedouche, la console supporte tous les éléments décoratifs : girouette, boule représentant la sphère céleste et coq, symbole du reniement de saint Pierre.
L'équarrissage de ses bois vraisemblablement employés verts, la nature de certains assemblages, sa voûte en merrain monochrome, ses piliers cannelés sur chacune de leurs faces jusqu'à la base des doubleaux qui scandent le berceau brisé de la voûte et sa lancette ébrasée, suivent un style que l'on retrouve dans un assez grand nombre d'églises d'Angleterre.
La seconde campagne de construction a lieu probablement au début du XIIIe siècle. Elle conduit à la construction de l'abside, du transept, du chœur et de la croisée en reprenant le même parti que celui de la nef avec des distinctions qui s'observent notamment à l'extérieur (contreforts primitifs sans ressauts).
L'autre ou les autres campagnes de construction ont lieu au début et milieu du XVIe siècle. Un porche en charpente à sablières moulurées du XVIe est érigé. Il donne accès à l'église par une porte en pli de serviette (refaite au XVIIIe siècle). La sacristie avec sa lancette est également bâtie. Une chapelle carrée en silex est ajoutée au début du XVIe siècle, à l’extrémité orientale de la nef, au sud. Elle est habilement appareillée avec un pignon en damier noir et blanc, de silex gris et de craie avec angles et baies en pierre, et contrefort en grès. La fenêtre du pignon, « flamboyante et lancéolée, de grand style et sans doute œuvre d'un savant architecte bien loin des tâcherons » est en tiers-point et à meneau. Il possède un remplage et des moulures gothiques. Le gable du pignon, couronné par un fleuron circulaire et une croix antéfixe décorée de festons gothiques, offre un échiquier de silex taillés et de pierres disposées en damier. Les rampants sont en pierre, flanqués de deux acrotères : des lions ou mâtins chevelés et rampants, tourné à dextre, vers la lumière.

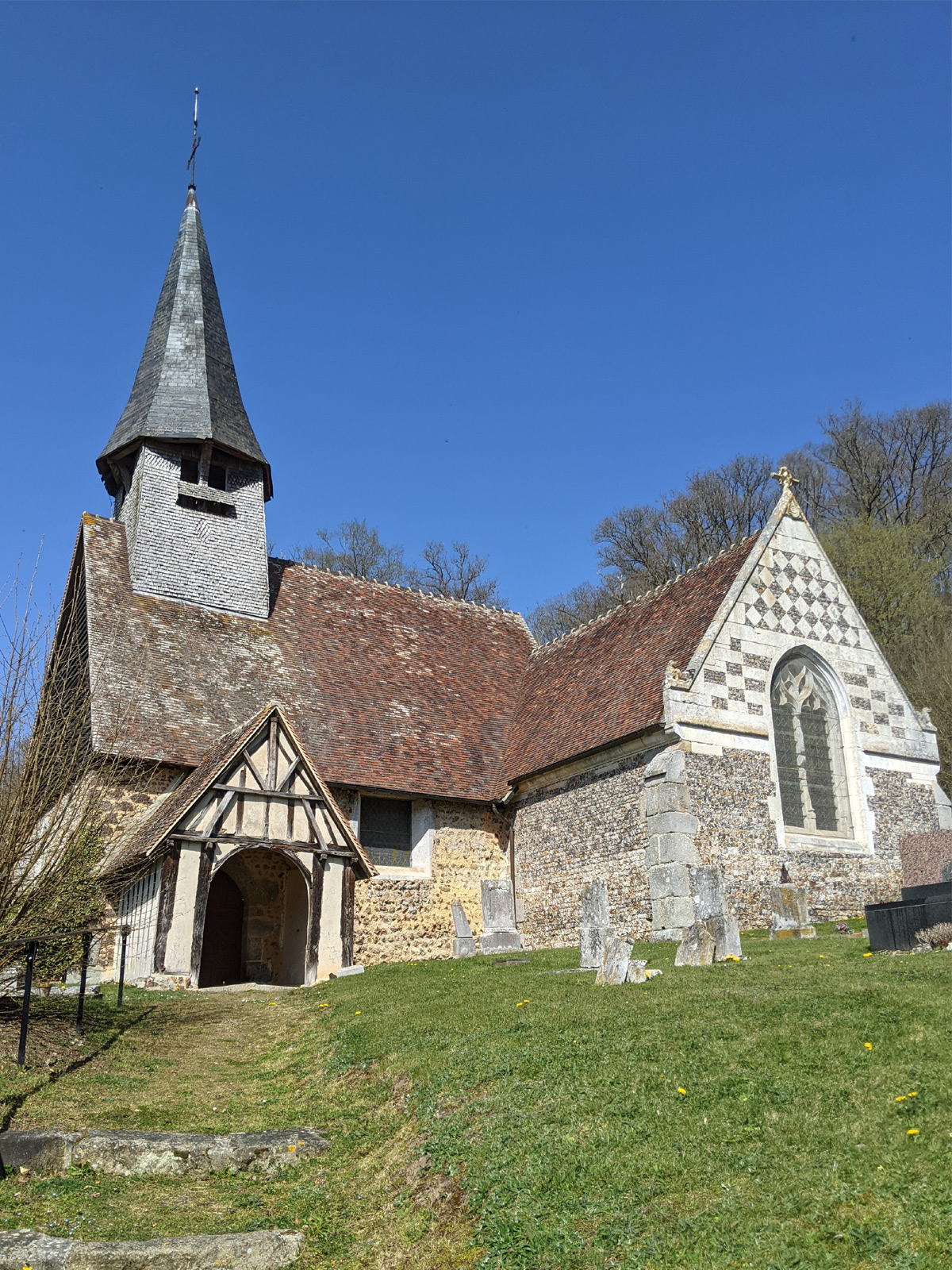
Église Saint-Gilles–Saint-Loup - Champignolles.

L'église est consacrée à saint Gilles, représenté en ermite avec la biche pour attribut, et à saint Loup représenté en archevêque mitré tenant la crosse ou la croix à deux traverses.
À l'intérieur, un tronc de six pieds est percé de huit bouches à liards : présomption de pèlerinage à Saint-Gilles, à Saint-Loup (saint Gilles et saint Loup sont réputés guérir de la peur) ou étape vers le chemin de Saint-Jacques-de-Compostelle par la via Podiensis (Conches - Le Puy 577 km, Saint-Jacques 1 333 km).
Un haut-relief représente la Transfiguration (classé MH, au titre objet le 10 juin 1907) avec ses statues de style maniériste, en pierres polychromes du XVIe siècle. Il figure le Christ, Moïse, Élie, saint Jacques, saint Pierre et saint Jean. Certains éléments particuliers du corps de chacun des personnages sont déformés : tête, yeux, mains… pour intensifier la stupéfaction des Apôtres à la vue de la blancheur éblouissante de Jésus : […] « Jésus, prenant avec lui Pierre, Jacques et Jean, alla sur la montagne pour prier. Or, tandis qu'il priait, l'aspect de son visage changea, ses vêtements devinrent d'une blancheur éblouissante, et voici que deux hommes parlaient avec lui. C'étaient Moïse et Elle, qui, apparus dans la gloire, parlaient de son départ, qui allait s'accomplir à Jérusalem. Pierre et ses compagnons étaient lourds de sommeil. Mais, restés éveillés, ils virent sa gloire et les deux hommes qui se tenaient là avec lui »[…].
La poutre de gloire sépare la nef du chœur et montre le Christ en croix, la Vierge et saint Jean, en bois polychrome du XVIe siècle.
Près de l'entrée, à droite, se situe un bénitier en grès datant du XVe siècle. Sur le mur de gauche, une inscription est datée de 1621 : « Ici gist la personne de Pierre de la Croix lequel deceda le jour Saint Vincent Mil sis cens vint et une vous qui ceci lize pries Dieu pour les trepasses ». Au nord, les fonts baptismaux octogonaux sont rehaussés d’une margelle (pierre du XVe siècle). Le coq du clocher y est posé : il a été descendu en 1985. Plus loin, à droite, une Vierge à l'Enfant en bois polychrome date du XVIIe siècle.
Une seconde statue de Vierge à l’Enfant, en pierre polychrome, est datée du XIVe siècle (classée MH au titre objet le 10 juin 1907). La Vierge est couronnée, légèrement hanchée, vêtue d'un manteau qui finit en plis et dont le bord se replie comme un tablier. Elle tient le bâton fleuri dans la main droite et porte à gauche l'Enfant vêtu d'une chemise et tenant un oiseau dans ses mains. Cette statue répond au canon du gothique rayonnant (début du XIVe siècle jusqu'en 1380).
Elle est décorée à l'origine de nombreux éclats d'émail de plique-à-jour. Les émaux de plique employés dans l'orfèvrerie de prestige s'échangeaient au prix de l'or ce qui explique sans doute la disparition de toutes les plaquettes qui parsèment la surface de cette Vierge à l'Enfant.
Dans le chœur, un autel en bois du XIXe siècle peint en faux marbre est décoré sur le devant de deux vases de fleurs encadrant un écusson avec la colombe du Saint Esprit. Le tabernacle est en bois polychrome, avec une statuette du Christ glorieux de style, avec une inscription Ecce Panis Angelorum du XVIIe siècle. Le tableau du XIXe siècle (restauré), au-dessus de l’autel, représente le Sacré Cœur.

### Champignolles  dans les arts et la culture
Champignolles est évoquée par Jean de La Varende qui fait du pays d'Ouche le lieu privilégié de ses œuvres : « Voici les grâces secrètes de cette contrée. Le petit fleuve s'accoude à gauche sur une forte colline chargée d'arbres, mais cerne, à droite, une haute et lente moquette qui s'exhausse vers le Sud. L'eau l'entoure d'un trait pur et chantant. »
Dans Promenades poétiques, Philippe Delerm la décrit ainsi : « Eh bien Champignolles existe, je l’ai rencontré, et me demande comment j’avais pu l’ignorer aussi longtemps. […] il me semble qu'il y a là comme un bout du monde, assez d'espace et de secret pour enclore la vie. »

### Héraldique
| Blason de Champignolles | Blason  | Coupé : au 1) de sinople à la biche couchée regardant au naturel, onglée d’argent, au 2) d’or à la roue de moulin de sable ; à la fasce de cinq fusées de gueules brochant sur la partition. |
| Blason de Champignolles | Détails | Le statut officiel du blason reste à déterminer. |

## Pour approfondir